# Karaga (distrikt)
Karaga är ett distrikt i Ghana.   Det ligger i regionen Norra regionen, i den norra delen av landet, 500 km norr om huvudstaden Accra. Antalet invånare är 64 283. Arean är 2 758 kvadratkilometer.
Terrängen i Karaga är platt.